# Les Beau-Marks
Les Beau-Marks est un groupe rock canadien formé en 1958 à Montréal, au Québec.

## Histoire
Leur premier album, le single Rockin' Blues d'avril 1959 est lancé sous le nom de The Del-Tones, mais le groupe change de nom peu de temps après avec un clin d'œil au missile Bomarc. Leur plus grand succès est Clap Your Hands qui atteint le numéro 1 au Canada et en Australie. Il a culminé à la 45e place du Billboard et à la 40e place sur Cash Box. La chanson sort également en français sous le nom de Frappe tes mains et en version québécoise sous le nom de Tape des mains. Leur premier album de dix titres sort en 1960. Deux autres albums suivent avant que le groupe ne se sépare en 1963.
Les Beau-Marks sont le premier groupe canadien à être en tête d'affiche au Peppermint Lounge de New York et à être invité au Ed Sullivan Show.

## Membres
- Raymond Hutchinson - guitare
- Michel Robitaille - guitare et basse
- Joseph Fréchette - piano
- Gilles Tailleur - batterie
- Phillip Baker - guitare solo et chant.

## Discographie
- Les Beau-Marks de haut vol (1960).
- Les Beau-Marks en personne! Enregistré sur place au Coq D'Or (1961).
- Les Beau-Marks (1962).
- Lucie Marotte (1990) - Tape des mains.

## Voir également
- Rock canadien